# Cale Yarborough

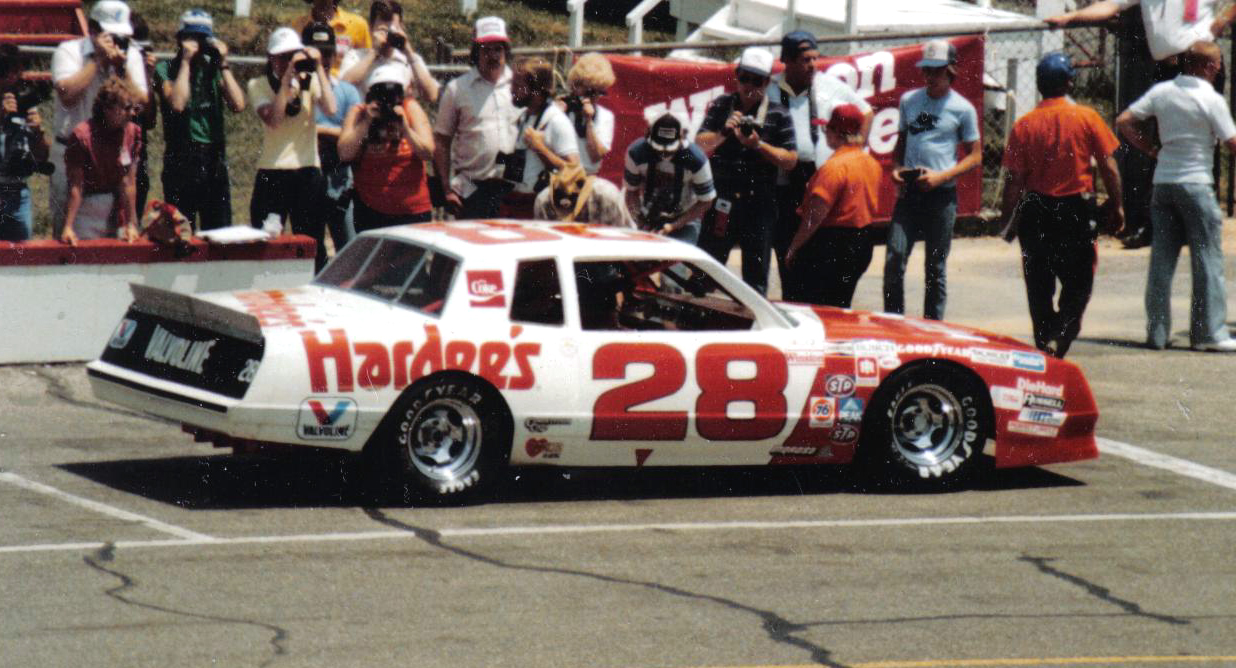
Carro de Cale Yarborough na NASCAR em 1983.

William Caleb "Cale" Yarborough (Timmonsville, 27 de março de 1939 – Florence, 31 de dezembro de 2023) foi um fazendeiro, empresário e automobilista estadunidense da NASCAR, foi tricampeão da categoria em  1976, 1977, 1978.